# کیم هنکل
کیم هنکل (انگلیسی: Kim Henkel؛ زادهٔ ۱۹ ژانویهٔ ۱۹۴۶) فیلم‌نامه‌نویس، تهیه‌کننده و کارگردان اهل ایالات متحده آمریکا است. هنکل و توبی هوپر با یکدیگر فیمنامهٔ کشتار با اره‌برقی در تگزاس را نوشتند.